# Aloe burgersfortensis
Aloe burgersfortensis är en grästrädsväxtart som beskrevs av Gilbert Westacott Reynolds. Aloe burgersfortensis ingår i släktet Aloe och familjen grästrädsväxter. Inga underarter finns listade i Catalogue of Life.

## Bildgalleri

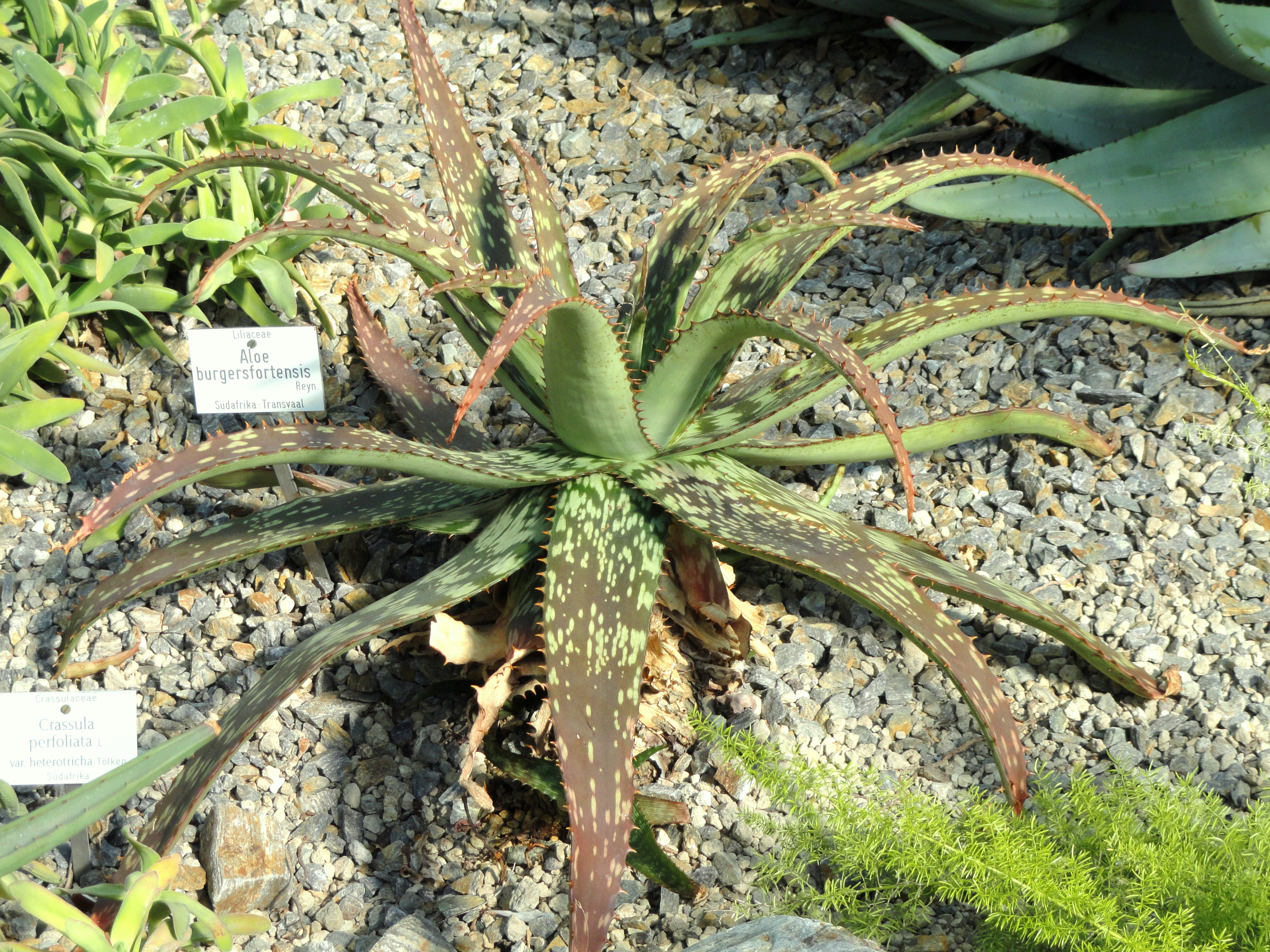